# Охтинська арагонітова печера
Охтинська арагонітова печера — арагонітова печера в Словаччині.
Печера розташована у південній частині Словаччини. Охтинська арагонітова печера була виявлена в 1954 р. Відкрита для відвідування туристів з 1971 року. В даний час маршрут для відвідувачів становить 230 м в довжину. Включена в список Всесвітньої спадщини .
Загальна довжина печери складає 300 м, температура повітря коливається від +7,2 ° до +7,8 º C. Екскурсія в печеру триває 30 хвилин. Стеля печери прикрашена унікальними формами арагоніту.